# Nebraska (film)
Pour les articles homonymes, voir Nebraska (homonymie).
Pour plus de détails, voir Fiche technique et Distribution.
Nebraska est un road movie américain en noir et blanc réalisé par Alexander Payne, sorti en 2013.

## Synopsis
Woody Grant est un vieil homme qui désire récupérer son prix d'une loterie. Il convainc son fils David de parcourir 1 500 km dans l'Ouest des États-Unis pour pouvoir toucher un million de dollars promis dans un dépliant publicitaire. Il espère acheter une camionnette avec cet argent.
Ils font une halte sur le trajet de quelques jours dans la ville où Woody a grandi. Il retrouve ses frères et ses anciennes connaissances. Arrivé à destination, Woody apprend que son numéro n'est pas gagnant, et repart avec une casquette offerte. David vend alors sa voiture pour acheter un pickup qu'il met au nom de son père.

## Fiche technique
- Titre original : Nebraska
- Réalisation : Alexander Payne
- Scénario : Bob Nelson
- Direction artistique : J. Dennis Washington
- Décors : Sandy Veneziano
- Costumes : Wendy Chuck
- Montage : John Jackson
- Musique : Mark Orton (en)
- Photographie : Phedon Papamichael
- Son :
- Production : Albert Berger et Ron Yerxa
- Sociétés de production : Bona Fide Productions
- Sociétés de distribution :  Paramount Vantage
- Pays d’origine :  États-Unis
- Budget :
- Langue originale : anglais
- Durée : 114 minutes
- Format : noir et blanc - 35 mm - 2.35:1 - Son Dolby numérique
- Genre : road movie, drame
- Dates de sortie : 
  -  France : 23 mai 2013 (festival de Cannes 2013)
  -  États-Unis : 15 novembre 2013 (sortie limitée)
  -  États-Unis : 24 janvier 2014
  -  France : 2 avril 2014

## Distribution
- Bruce Dern (VF : Georges Claisse (version cinéma),     VF : Thierry Bosc (version télé)) : Woody Grant
- Will Forte (VF : Laurent Morteau (version cinéma), Emmanuel Lemire (version télé)) : David Grant
- June Squibb (VF : Cathy Cerda (version cinéma), Yvette Petit (version télé)) : Kate Grant
- Stacy Keach (VF : Michel Bedetti (version cinéma), VF : Jean-Claude Sachot (version télé)) : Ed Pegram
- Bob Odenkirk (VF : Vincent Nemeth (version télé)) : Ross Grant
- Rance Howard (VF : Michel Robin (version télé)) : oncle Ray
- Devin Ratray : Cole
- Mary Louise Wilson (VF : Marie-Martine (version cinéma), Frédérique Cantrel (version télé)) : tante Martha
- Missy Doty : Nöel, ex petite amie de David

Version française
Studio de doublage :  Alter Ego
Direction artistique : Hervé Icovic
Adaptation : Marion Bessay
Source et légende : version française (VF) sur le site d’AlterEgo (la société de doublage) et sur RS Doublage

## Distinctions

### Récompenses
- Festival de Cannes 2013 : prix d'interprétation masculine pour Bruce Dern (sélection officielle)
- American Film Institute Awards 2013 : top 10 des meilleurs films de l'année
- Boston Society of Film Critics Awards 2013 : meilleure distribution
- Los Angeles Film Critics Association Awards 2013 : meilleur acteur pour Bruce Dern
- National Board of Review Awards 2013 :
  - Meilleur acteur pour Bruce Dern
  - Meilleur acteur dans un second rôle pour Will Forte
- Phoenix Film Critics Society Awards 2013 : meilleur scénario original pour Bob Nelson
- Chlotrudis Awards 2014 : Meilleure actrice dans un second rôle pour June Squibb
- Satellite Awards 2014 :
  - Meilleure actrice dans un second rôle pour June Squibb
  - Meilleure distribution
- Independent Spirit Awards 2014 : meilleur premier scénario

### Nominations et sélections
- AFI Fest 2013
- Festival du film de Londres 2013 : Journey Gala
- Festival du film de New York 2013
- Festival international du film de Thessalonique 2013
- Festival international du film de Vancouver 2013
- Washington D.C. Area Film Critics Association Awards 2013 : meilleure actrice dans un second rôle pour June Squibb
- British Academy Film Awards 2014 :
  - Meilleur acteur pour Bruce Dern
  - Meilleur scénario original pour Bob Nelson
  - Meilleure photographie pour Phedon Papamichael
- Critics' Choice Movie Awards 2014 :
  - Meilleur film
  - Meilleur acteur pour Bruce Dern
  - Meilleure actrice dans un second rôle pour June Squibb
  - Meilleure distribution
  - Meilleur scénario original pour Bob Nelson
  - Meilleure photographie pour Phedon Papamichael
- Golden Globes 2014 :
  - Meilleur film musical ou de comédie
  - Meilleur réalisateur pour Alexander Payne
  - Meilleur acteur dans un film musical ou une comédie pour Bruce Dern
  - Meilleure actrice dans un second rôle pour June Squibb
  - Meilleur scénario pour Bob Nelson
- Independent Spirit Awards 2014 :
  - Meilleur film
  - Meilleur réalisateur pour Alexander Payne
  - Meilleur acteur pour Bruce Dern
  - Meilleur acteur dans un second rôle pour Will Forte
  - Meilleure actrice dans un second rôle pour June Squibb
  - Meilleur premier scénario pour Bob Nelson
- Oscars du cinéma 2014 :
  - Meilleur film
  - Meilleur réalisateur pour Alexander Payne
  - Meilleur acteur pour Bruce Dern
  - Meilleure actrice dans un second rôle pour June Squibb
  - Meilleur scénario original pour Bob Nelson
  - Meilleure photographie pour Phedon Papamichael
- Satellite Awards 2014 : meilleur acteur pour Bruce Dern
- Screen Actors Guild Awards 2014 :
  - Meilleur acteur pour Bruce Dern
  - Meilleure actrice dans un second rôle pour June Squibb